# Conseil de l'oblast d'Ivano-Frankivsk
8e
Le Conseil de l'oblast d'Ivano-Frankivsk est une assemblée élue de l'oblast d'Ivano-Frankivsk. Elle possède 84 membres. Elle ne possède pas d'initiative législative. La durée de chaque législature est de cinq ans.

## Composition
| Législature | Élection        | Composition | Composition                                                                       | Président       |
| ----------- | --------------- | ----------- | --------------------------------------------------------------------------------- | --------------- |
| 7e          | 25 octobre 2015 |             | Composition : - BBP (23) - VOB (18) - VOS (16) - UKROP (12) - OS (8) - V (7)      | Oleksandr Sytch |
| 8e          | 25 octobre 2020 |             | Composition : - VOS (18) - ES (17) - ZM (en) (16) - VOB (14) - VOPH (10) - SN (9) | Oleksandr Sytch |